# Unabhängigkeitsreferendum in Armenien 1991
Ein Referendum über die Unabhängigkeit Armeniens wurde am 21. September 1991 abgehalten, um zu entscheiden, ob es sich von der Sowjetunion abspalten sollte. 99,5 Prozent der Wähler stimmten dafür, bei einer Wahlbeteiligung von 95 Prozent. Am 23. September 1991 wurde das Land – auf Basis einer Unabhängigkeitserklärung vom 23. August 1990 – offiziell ein unabhängiger Staat.

## Wahlergebnis
|          | Stimmen   | %      |
| -------- | --------- | ------ |
| Dafür    | 2.042.627 | 99,51  |
| Dagegen  | 10.002    | 0,49   |
| Ungültig | 4.129     | —      |
| Gesamt   | 2.056.758 | 100,00 |

Bei 2.163.967 Wahlberechtigten betrug die Wahlbeteiligung 95,05 Prozent.

## Folgen
Nach dem Referendum versuchte der sowjetische Präsident Michail Gorbatschow erfolglos, Armenien davon zu überzeugen, der Union Souveräner Staaten beizutreten. Die armenische Regierung unterzeichnete jedoch einen Wirtschaftsvertrag mit Russland, der eine Freihandelszone schuf.
Levon Ter-Petrosyan wurde im November 1991 zum ersten Präsidenten Armeniens gewählt, und Armenien erlangte am 26. Dezember 1991, durch die Auflösung der UdSSR, formell die Unabhängigkeit.